# Kanturk
Kanturk (irsky Ceann Toirc – kančí hlava, také na městském znaku) je irské město na severozápadě hrabství Cork, v provincii Munster. Leží na soutoku řek Allow a Dallow. Je asi 50 km vzdálen od Corku, Blarney a Limericku.

## Slavní obyvatelé a rodáci
- Patrick Guiney (1862–1913), politik
- Daniel Desmond Sheehan (1874–1948), politik
- Hanna Sheehy-Skeffington (1877–1946), sufražetka
- Pat O'Callaghan, (1905–1991), sportovec
- Pádraig Augustine Ó Síocháin, spisovatel
- Edel Quinn (1907–1944), misionářka